# ロトンディ
ロトンディ（伊: Rotondi）は、イタリア共和国カンパニア州アヴェッリーノ県にある、人口約3,700人の基礎自治体（コムーネ）。

## 地理

### 位置・広がり

#### 隣接コムーネ
隣接するコムーネは以下の通り。括弧内のBNはベネヴェント県、NAはナポリ県所属を示す。
- アイローラ (BN)
- アヴェッラ
- ボネーア (BN)
- チェルヴィナーラ
- モンテサルキオ (BN)
- パオリージ (BN)
- ロッカライーノラ (NA)